# Castlecomer
Castlecomer (irisch Caisleán an Chomair, deutsch: „Burg [an] der Einmündung“) ist ein Ort im Norden des County Kilkenny, Irland. Es liegt an der Kreuzung der Straßen N78 und R694 etwa 16 km nördlich von Kilkenny. Bei der Volkszählung 2022 zählte Castlecomer 1496 Einwohner.

## Lage
Castlecomer ist seit dem 17. Jahrhundert für seinen Kohlebergbau bekannt und liegt auf dem Castlecomer-Plateau. Castlecomer wird im Osten durch den Fluss Barrow und im Westen durch den Fluss Nore begrenzt und in der Mitte durch den Fluss Dinnin zerschnitten.

## Castlecomer Discovery Park
Im Juni 2007 wurde der Castlecomer Discovery Park für die Öffentlichkeit eröffnet. Es handelt sich um ein gemeinnütziges Unternehmen, das auf dem Gelände des Wandesforde Estate aus dem 18. Jahrhundert errichtet wurde. Das Unternehmen wurde gegründet, um die Stadt nach der Schließung der Kohleminen im Jahr 1969  attraktiver zu machen. Der Park besteht aus 80 Hektar Wald und Seen und umfasste ursprünglich die Ausstellung „Footprints in Coal“, ein Besucherzentrum und Ateliers für Kunsthandwerk. Die Ställe und andere Gebäude wurden restauriert und beherbergen heute Handwerksbetriebe und Bildungseinrichtungen. Der ursprüngliche ummauerte Garten beherbergt eine kleine Herde von Dam- und Sikahirschen sowie eine Herde von Jakobschafen. Im Jahr 2012 kamen der „Tree Top Adventure Walk“, das Erlebnis „Leap of Faith“ und eine Kletterwand hinzu. Der Discovery Park verfolgt eine „Leave No Trace“-Politik.